# Meduna di Livenza
Meduna di Livenza – miejscowość i gmina we Włoszech, w regionie Wenecja Euganejska, w prowincji Treviso.
Według danych na rok 2004 gminę zamieszkiwało 2699 osób, 179,9 os./km².